# Aurelian Reomensis
Aurelianus Reomensis (Aurelian von Réôme) war ein fränkischer Schriftsteller und Musiktheoretiker, der in der Mitte des 9. Jahrhunderts wirkte. Er ist der Autor der Musica Disciplina, der ersten größeren Abhandlung über Musik aus dem mittelalterlichen Europa.

## Leben
Über das Leben von Aurelian ist so gut wie nichts bekannt, was aus der Abhandlung selbst abgeleitet werden könnte. Eine Zeitlang gehörte er dem an der Côte-d'Or in der Nähe der heutigen Stadt Moutiers-Saint-Jean gelegenen Kloster in St. Jean de Réôme an. Aurelian teilt in seinem Text lediglich mit, er sei ein ehemaliger Mönch von Réôme, sei aber wegen einer Straftat aus der Gemeinschaft entlassen worden („abiectus“). Er schrieb die Abhandlung als eine Form der Buße, sowohl auf Ersuchen seiner Kollegen, die sein Fachwissen brauchten, wohl aber auch als ein Versuch, seinen Lehrmeister Abt Bernard von St. Jean de Réôme, dem er seine Schrift widmete, gnädig zu stimmen. Ob Aurelian aufgrund seines Traktats wieder in das Kloster aufgenommen wurde, ist nicht bekannt. Es gibt eine Aufzeichnung eines Abts namens Bernard in St. Jean de Réôme, der im Jahr 846 begann und kurz darauf Bischof von Autun wurde. Dies hat zur Datierung der Abhandlung „in das Jahr 849 oder die Anfänge des Jahres 850“ beigetragen.

## Wirken
Die Musica Disciplina kompiliert nach eigenen Aussagen vor allem musiktheoretische Werke der Antike und ergänzt sie weiterhin mit Wissen, welches der Verfasser von seinen Lehrmeistern erworben hatte. Insbesondere wurde die ältere musikalische Abhandlung Musica Albini im 8. Kapitel fast vollständig zitiert. Dieser Text [O]CTO TONOS IN MUSICA stammt ebenfalls aus karolingischer Zeit, ist aber im Vergleich zur Musica disciplina ein sehr kurzer Traktat zu den acht Modi.

## Werk
- Aurelianus Reomensis: Musica disciplina, in: Aureliani Reomensis Musica disciplina, ed. Lawrence Gushee, Corpus scriptorum de musica, vol. 21 ([Rome]: American Institute of Musicology, 1975), 53–135. (TEXT.html CHMTL)